# بيني جونسون
بيني جونسون (بالإنجليزية: Benny Johnson)‏ هو لاعب كرة قدم أمريكية أمريكي، ولد في 29 يونيو 1948 في فورت فالي في الولايات المتحدة، وتوفي في 10 أغسطس 1988 في أورلاندو في الولايات المتحدة.

## وصلات خارجية
- بيني جونسون على موقع مرجع كرة القدم المحترفة.كوم (الإنجليزية)
- بيني جونسون على موقع JustSportsStats.com (الإنجليزية)